# Петру III Серьга (Церцел)
Петру III Серьга (Церцел) (рум. Petru Cercel; ум. март 1590) — господарь Валахии из династии Басарабов-Дракулешти (1583—1585), внебрачный сын валашского господаря Петрешку I Доброго.

## Биография
Получил европейское образование, писал стихи и проявлял интерес к прикладному искусству. В 1579 году находился при дворе французского короля Генриха III Валуа. В 1581 году прибыл в Стамбул, где через четыре года при поддержке французского посла был назначен новым господарем Валахии. В августе 1585 года Порта отстранила от власти валашского господаря Михню Таркитула и назначила новым господарем Петру Церцела. Петру купил себе господарский трон за 1 млн. 160 тыс. золотников.
Петру Церцел восстановил господарский дворец в Тырговиште, где построил красивую церковь, организовал литейную мастерскую по производству медных пушек, провёл городскую канализацию.
Разработал план модернизации государства по европейскому образцу, но не смог ничего осуществить из-за враждебности со стороны валашского боярства.
В апреле 1585 году валашский господарь Петру Церцел был отстранён турецким султаном от власти и вызван в Стамбул. Пытался бежать из Валахии, но был схвачен в Трансильвании по приказу князя Жигмонда Батори в Медиаше и заключён в темницу. При поддержке короля Франции Петру Церцел в 1587 году был освобождён из заключения. Побывал в Варшаве, Вене и Риме. В июле 1589 года прибыл в Стамбул, чтобы заручиться покровительством Порты и вернуть себе валашский престол, но был арестован и заключён в Семибашенный замок, где в следующем году был убит.